# Rhamphochela forcipula
Rhamphochela forcipula är en kräftdjursart som först beskrevs av Heron och Damkaer 1978.  Rhamphochela forcipula ingår i släktet Rhamphochela och familjen Lubbockiidae. Inga underarter finns listade i Catalogue of Life.